# W33A
W33A är en ensam stjärna i den norra  delen av stjärnbilden Skytten belägen cirka 12 000 ljusår från solen. Som en stjärna i de tidiga bildningsstadierna har den väckt intresse hos astronomer, som observerade att medan protostjärnan ackumulerar material från omgivande moln av gas och stoft, stöter den samtidigt ut snabbrörliga partikelstrålar från dess nord- och sydpol.